# Maximum és minimum
A matematikában egy rendezett halmaz maximumán, illetve minimumán legnagyobb, illetve legkisebb elemét értjük. Előfordulhat, hogy nincs minimum vagy maximum. Ha egy halmaz minden nemüres részhalmazának van maximuma és minimuma, akkor a halmaz jólrendezett. A maximum és a minimum rövidítései rendre max és min. További jelölései 1 és 0, illetve {\displaystyle \top } és {\displaystyle \bot }.

## Általában
Ha {\displaystyle ({\mathfrak {S}},\leq )} lineárisan rendezett halmaz, akkor {\displaystyle \max {\mathfrak {S}}\in {\mathfrak {S}}} {\displaystyle {\mathfrak {S}}} halmaz maximuma {\displaystyle \leq } szerint, amennyiben {\displaystyle \forall x\in {\mathfrak {S}}} elemre {\displaystyle x\leq \max {\mathfrak {S}}}, és {\displaystyle \min {\mathfrak {S}}\in {\mathfrak {S}}\,\,{\mathfrak {S}}} halmaz minimuma {\displaystyle \leq } szerint, amennyiben {\displaystyle \forall x\in {\mathfrak {S}}} elemre {\displaystyle \min {\mathfrak {S}}\leq x}.

### Unicitása
Bármely lineárisan rendezett halmaznak legfeljebb egy maximuma és egy minimuma van.
Legyen {\displaystyle {\mathfrak {m}}} és {\displaystyle {\mathfrak {n}}\,{\mathfrak {S}}} két maximuma. Ekkor {\displaystyle \forall x\in {\mathfrak {S}}} elemre {\displaystyle x\leq {\mathfrak {m}}}, és {\displaystyle x\leq {\mathfrak {n}}}, következésképp {\displaystyle {\mathfrak {m}}\leq {\mathfrak {n}}}, és {\displaystyle {\mathfrak {n}}\leq {\mathfrak {m}}}, ahonnan következik, hogy {\displaystyle {\mathfrak {m}}={\mathfrak {n}}}. Ugyanígy látható be a minimum unicitása.
Kvázirendezés esetén előfordulhat, hogy több minimum, illetve maximum van, melyek asszociáltak, mivel teljesül, hogy {\displaystyle x\leq y\leq x}. Mivel itt a rendezési relációnak nem kell antiszimmetrikusnak lennie, azért nem lehet egyenlőségre következtetni.
A maximális, illetve minimális elem csak teljes rendezés esetén ekvivalens a maximummal és a minimummal. Erre példa az {\displaystyle \{2^{i}\mid i\in \mathbb {N} \}\cup \{3\}} az oszthatósági reláció szerint rendezve. Itt 3 az egyetlen maximális elem, de nem maximum. 

### Egzisztenciája
Nem minden halmaznak létezik maximuma, és minimuma. Például a természetes számoknak nincs maximuma az arkhimédeszi axióma szerint, az egészeknek se maximuma, se minimuma, a nem pozitív egészeknek pedig minimuma nincs. Korlátos halmazok is léteznek, amiknek nincs maximuma, például a {\displaystyle \{{\frac {1}{n}}\,,2-{\frac {1}{n}}\,:\,n\in \mathbb {N} \}}.
Minden véges nemüres láncnak van minimuma és maximuma.
Ha egy kvázirendezett halmazban van két nem asszociált maximális elem, akkor a halmaznak nincs maximuma. Ha egy kvázirendezett halmazban van két nem asszociált minimális elem, akkor a halmaznak nincs minimuma. 

#### Véges halmazokban
Tetszőleges nem üres, véges halmaznak van maximuma és minimuma.
Tegyük fel, hogy {\displaystyle {\mathfrak {F}}} egy nem üres, véges halmaz, aminek nincs maximuma. Legyen {\displaystyle x_{1}\,\,{\mathfrak {F}}} egy eleme; {\displaystyle \{x_{1}\}\,} maximuma nyilván {\displaystyle x_{1}\,}. Tegyük fel, hogy adott {\displaystyle {\mathfrak {F}}}-nek egy {\displaystyle n\,} elemű {\displaystyle {\mathfrak {P}}} részhalmaza, aminek {\displaystyle x_{n}\,} a maximuma. Ekkor, mivel {\displaystyle x_{n}\,} nem maximuma, létezik {\displaystyle x_{n+1}\in {\mathfrak {F}}}, hogy {\displaystyle x_{n+1}\leq x_{n}}. {\displaystyle x_{n+1}\,} nyilván nem eleme {\displaystyle {\mathfrak {P}}}-nek, így {\displaystyle {\mathfrak {P}}\cup \{x_{n+1}\}} {\displaystyle \,n+1} elemű halmaz, aminek maximuma {\displaystyle \,x_{n+1}}. A teljes indukció tételét alkalmazva így tetszőleges nagy véges részhalmazát konstruáltuk meg {\displaystyle {\mathfrak {F}}}-nek, ami lehetetlen. Így léteznie kell {\displaystyle {\mathfrak {F}}} maximumának. Minimumra ugyanígy.

#### Korlátos és zárt valós halmazokban
A valós számok tetszőleges korlátos és zárt részhalmazának van maximuma és minimuma.
Legyen {\displaystyle {\mathfrak {F}}\subset \mathbb {R} } korlátos és zárt halmaz, és legyen {\displaystyle {\mathfrak {s}}\,\,{\mathfrak {F}}} legkisebb felső korlátja, ami létezik {\displaystyle \mathbb {R} } teljes rendezettsége és {\displaystyle {\mathfrak {F}}}. Tegyük fel, {\displaystyle {\mathfrak {s}}\notin {\mathfrak {F}}}. Ekkor {\displaystyle {\mathfrak {s}}\in \mathbb {R} \backslash {\mathfrak {S}}}, ami {\displaystyle {\mathfrak {F}}} zártsága miatt nyílt halmaz, így létezik olyan {\displaystyle \varepsilon >0}, hogy {\displaystyle \forall \delta <\varepsilon \,:{\mathfrak {s}}-\delta \in \mathbb {R} \backslash {\mathfrak {S}}}, így {\displaystyle {\mathfrak {s}}} nem legkisebb felső korlát. Ezzel ellentmondásra jutottunk, tehát {\displaystyle {\mathfrak {F}}\,} legkisebb felső korlátja eleme  {\displaystyle {\mathfrak {F}}}-nek, amiből adódik a maximum létezése. A minimum létezését hasonlóan láthatjuk be.

### Kapcsolat a szuprémummal és az infimummal
Ha  {\displaystyle x} a {\displaystyle H} halmaz legnagyobb eleme, akkor {\displaystyle x} szuprémuma a {\displaystyle H} halmaznak. 
Ha a {\displaystyle H} halmaznak nincs szuprémuma, akkor nincs maximuma sem.
Ha a {\displaystyle H} halmaz szuprémuma nem eleme a halmaznak, akkor nincs maximuma.
Ha a {\displaystyle H} halmaz szuprémuma eleme a halmaznak, akkor maximuma egyenlő a szuprémumával.
Hasonló a kapcsolat a minimum és az infimum között:
Ha  {\displaystyle x} a {\displaystyle H} halmaz legkisebb eleme, akkor {\displaystyle x} infimuma a {\displaystyle H} halmaznak. 
Ha a {\displaystyle H} halmaznak nincs infimuma, akkor nincs minimuma sem.
Ha a {\displaystyle H} halmaz infimuma nem eleme a halmaznak, akkor nincs minimuma.
Ha a {\displaystyle H} halmaz infimuma eleme a halmaznak, akkor minimuma egyenlő az infiumumával.

## Teljesen rendezett halmazon
Teljes rendezés esetén minden véges nemüres részhalmaznak van maximuma és minimuma, így a 
{\displaystyle \max(x_{1},x_{2},\dotsc ,x_{n})}
{\displaystyle \min(x_{1},x_{2},\dotsc ,x_{n})}
függvényértékek jóldefiniáltak. A definíció végezhető rekurzívan:
{\displaystyle \max(x_{1},x_{2},\dotsc ,x_{n})=\max(x_{1},\max(x_{2},\dotsc ,x_{n}))}
{\displaystyle \min(x_{1},x_{2},\dotsc ,x_{n})=\min(x_{1},\min(x_{2},\dotsc ,x_{n}))}

## Tulajdonságai valós halmazokon

### Komplexusműveletek
Két paraméter esetén teljesülnek a következők:
{\displaystyle \max(x_{1},x_{2})={\frac {x_{1}+x_{2}+|x_{1}-x_{2}|}{2}}}
{\displaystyle \min(x_{1},x_{2})={\frac {x_{1}+x_{2}-|x_{1}-x_{2}|}{2}}}
Ezzel könnyen belátható, hogy a maximum és aminimum folytonos függvények.
Három paraméter esetén, ahol {\displaystyle x_{1},x_{2},x_{3}\in \mathbb {R} }:
{\displaystyle \max(x_{1},x_{2})+x_{3}=\max(x_{1}+x_{3},x_{2}+x_{3})}
{\displaystyle \min(x_{1},x_{2})+x_{3}=\min(x_{1}+x_{3},x_{2}+x_{3})}
Legyen {\displaystyle A} és {\displaystyle B} tetszőleges valós halmaz, melynek létezik maximuma és minimuma. Ekkor könnyen ellenőrizhetőek a következő azonosságok:
{\displaystyle \max \,A=-\min -A}
{\displaystyle \max \,\lambda A={\begin{cases}\lambda \max A&{\text{, ha }}\lambda >0\\\lambda \min A&{\text{, ha }}\lambda <0\end{cases}}}
{\displaystyle \max \,(A+B)=\max \,A+\max B}
Továbbá, ha {\displaystyle A,\,B} minden eleme nemnegatív, és {\displaystyle q\,} tetszőleges valós, akkor
{\displaystyle \max A^{q}=\left(\max A\right)^{q}}
{\displaystyle \max(AB)=\max A\cdot \max B}.
Mindezek a függvények folytonosak, hiszen folytonos függvények kompozíciója folytonos.

### Nevezetes maximumok és minimumok
A következő két állítás ekvivalens a számtani és mértani közép közötti egyenlőtlenséggel:
Legyenek {\displaystyle \lambda _{1}\ldots \lambda _{n}} és {\displaystyle c\,} nem negatív valósok:
{\displaystyle \min \limits _{\prod \limits _{i=1}^{n}\lambda _{i}x_{i}=c}\sum \limits _{i=1}^{n}x_{i}:=\min\{\sum \limits _{i=1}^{n}x_{i}\,:\forall (x_{i}>0)(\,\prod \limits _{i=1}^{n}\lambda _{i}x_{i}=c)\}=n{\sqrt[{n}]{\frac {c}{\prod \limits _{i=1}^{n}{\lambda _{i}}}}}}.
Tekintve a számtani és mértani közép közti egyenlőtlenséget:
{\displaystyle {\frac {\sum \limits _{i=1}^{n}x_{i}}{n}}\geq {\sqrt[{n}]{\prod \limits _{i=1}^{n}x_{i}}}={\sqrt[{n}]{\frac {c}{\prod \limits _{i=1}^{n}\lambda _{i}}}}}, ami egyenlőséggel teljesül, amennyiben {\displaystyle x_{i}=x_{j}\,} minden {\displaystyle 1\leq i<j\leq n} - re, ahonnan adódik.
A most belátott állítás ekvivalens következménye a következő:
{\displaystyle \max \limits _{\sum \limits _{i=1}^{n}\lambda _{i}x_{i}=c}\prod \limits _{i=1}^{n}x_{i}=\left({\frac {c}{n}}\right)^{n}{\frac {1}{\prod \limits _{i=1}^{n}{\lambda _{i}}}}}

## Forrás
- Deiser, Oliver: Einführung in die Mengenlehre, 2. Auflage, Springer, Berlin 2004, ISBN 3-540-20401-6

## Fordítás
Ez a szócikk részben vagy egészben  a   Größtes und kleinstes Element című német Wikipédia-szócikk fordításán alapul.  Az eredeti cikk szerkesztőit annak laptörténete sorolja fel. Ez a jelzés csupán a megfogalmazás eredetét és a szerzői jogokat jelzi, nem szolgál a cikkben szereplő információk forrásmegjelöléseként.